# Gorges du Loup
Le Gorges du Loup sono delle gole scavate dal fiume Loup nelle Alpi Marittime in Francia, a circa 45 minuti da Nizza.

## Sito d'arrampicata

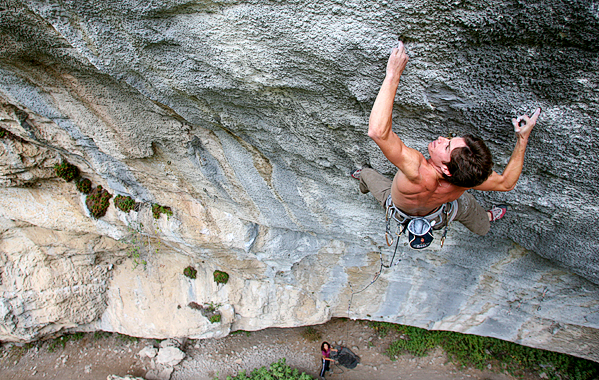
Alexandre Chabot su PuntX 9a al settore Déversé

Presso queste gole si trova una grande sito d'arrampicata.

### I settori
Il sito è diviso nei settori:
- AJP
- Les Balcons
- Déversé
- Hermitage
- Jurassic Park
- Cayenne
- Pupuce Surplomb
- Mesa Verde

Il settore Déversé è molto strapiombante ed è il più difficile: offre cinquanta vie sopra l'8a, tra cui tre 9a.

### Le vie
Le vie più difficili:
- 9a/5.14d:
  - Kick Ass - agosto 2012 - Enzo Oddo[1]
  - Trip Tik Tonik - luglio 2011 - Gérome Pouvreau[2]
  - PuntX - 12 agosto 2007 - Alexandre Chabot[3]
  - Abysse - 28 luglio 2006 - Alexandre Chabot[4]
  - Kinematix - 6 ottobre 2001 - Andreas Bindhammer[5]